# Première Loi
Première Loi (titre original : First Law) est une nouvelle de science-fiction d'Isaac Asimov.

## Parutions
La nouvelle est publiée pour la première fois en octobre 1956 dans Fantastic Universe of Science Fiction. 
Elle est disponible en France dans le recueil Un défilé de robots, Nous les robots et La Science-Fiction - 6e/5e - 12 nouvelles.

## Résumé
Mike Donovan se vante dans un bar, entouré d'amis, d'avoir connu un robot qui n'obéirait pas à la première des trois lois de la robotique, à savoir : « un robot ne peut nuire à un être humain, ni laisser sans assistance un être humain en danger ». Devant l'insistance des autres personnes, il finit par leur raconter l'histoire suivante.
Il était à l'époque en mission sur Titan, un satellite de Saturne, et travaillait dans une base avec d'autres, aidés par trois robots de nouveau type MA, qui furent rapidement nommés Emma. Les MA étaient des robots d'escorte pour guider les hommes sur Titan, où il n'y avait pas de champ magnétique pour se repérer à la boussole, et où les tempêtes pouvaient être très violentes. Durant sa mission, Emma 2 disparaissait, rarement d'abord, puis de plus en plus fréquemment. Elle partait se cacher dans des cavités, et il fallait toute l'habileté des hommes pour la faire sortir en lui donnant des ordres précis. Pour finir, elle disparut un jour complètement, et les hommes durent continuer le travail avec un robot en moins.
Cependant, les provisions prises avec les travailleurs diminuaient, et Mike se porta volontaire pour aller en chercher à la base centrale de Titan, sans robot, pour ne pas diminuer de façon supplémentaire le travail effectué. Il se mit donc en route avec confiance, la prochaine tempête n'étant prévue que deux jours plus tard. Cependant, celle-ci arriva plus tôt, alors que Mike revenait vers la base avec la nourriture attendue. Dans cet ouragan titanesque, il se crut soudain attaqué par un redoutable chien des neiges et se prépara à lui tirer dessus. Apparut alors Emma 2, le robot que l'on croyait disparu depuis longtemps. Mike lui cria immédiatement de le ramener à la base et de tuer le chien des neiges. Son retour était providentiel, car il avait encore un long chemin à parcourir dans la tempête, et se retrouvait en danger mortel. Mais le robot lui cria « Maître, ne tirez pas, ne tirez pas », et Emma prit le chien des neiges avec lui, laissant Donovan dans la neige, sa provision d'air réduite et son système de chauffage défectueux.
Il réussit malgré tout à rentrer tant bien que mal à la base, profitant d'une accalmie, et ce ne fut que quelque deux heures plus tard qu'il comprit la raison du comportement d'Emma 2, lorsqu'elle rentra à la base. Le robot était accompagné du chien des neiges, et tout devint clair : son entêtement à se trouver des coins tranquilles, son refus d'obéir. Il appela le nouveau venu Emma-junior. Car si Emma 2 n'avait pas obéi à la première loi, c'était en raison d'un instinct bien plus fort : l'amour maternel. Après cet incident, les robots MA furent retirés du marché.

## Commentaire
La nouvelle a été écrite dans un esprit de plaisanterie, et ne doit pas être trop prise au sérieux selon lui. En effet, si la nouvelle se montre toute logique dans l'organisation de la vie sur Titan, l'idée d'un robot qui puisse donner naissance à un autre, telle une mère qui désobéirait pour sauver la vie de son fils, est trop invraisemblable pour être conçue autrement que comme récit humoristique.